# Конституція Брунею
Конституція Брунею — основний закон держави Бруней, затверджений брунейським султаном у 1959 році задля переходу Брунею від британського протекторату до незалежності.

## Передумови
З 1888 року Бруней був британським протекторатом. Призначений у 1904 році британським консулом у Брунеї Малкольм Макартур домігся у 1906 році підвищення свого статусу представника до британського резидента. Уся виконавча влада знаходилася в руках резидента, а в султана залишалася лише формальна влада, а також нагляд за релігійним та традиційним життям. Після Другої світової війни Велика Британія взяла курс на надання незалежності своїм азійським колоніям, у тому числі й Брунею. Британський уряд послідовно розглядав Бруней як частину майбутньої Малайзії. Утім, у Брунеї різні політичні течії виступали як на користь, так і проти приєднання. 1 травня 1948 року британці встановили єдину адміністрацію для Брунею та Сараваку, об'єднавши посади резидента та губернатора, що одразу викликало невдоволення султана Ахмада Таджуддіна та його двору. Після спільного засідання керівників Сараваку, Сабаху та Брунею 23 квітня 1953 року низка газет вийшли з тезами про підготовку об'єднання трьох територій. Натомість султан Омар Алі Сайфуддін III заявив, що жодне об'єднання не є можливим.
Зважаючи на загрозу поглинання, султан виступив з ініціативою створення конституції. Резидент Ентоні Абелла підтримав ідею, оскільки сподівався вплинути на процес написання, зсунути Бруней убік конституційної монархії з вільними виборами, підвищити роль резидента. Але у вересні 1959 року було прийнято конституцію Брунею, за якою, практично, вся влада належала султану, роль резидента нівелювалася, а його адміністративні функції передавалися головному міністру (малай. Mentri Besar), який мав бути етнічним малайцем. Резидент, який мав стати «верховним комісаром» на той момент, був дуже незадоволений таким ходом султана, тому всіляко заважав прийняттю конституції. Разом із прийняттям конституції британська адміністрація домоглася перепідписання британсько-брунейського договору від 1906 року. Новий договір 1959 року передбачав, що британський верховний комісар і надалі буде відповідати за зовнішню та військову політику Брунею, що й тривало до 1983 року.

## Конституція 1959 року
Згідно з Конституцією Брунею, яку було прийнято 1959 року, уряд очолював Головний міністр (малай. Menteri Besar).

## Поправки 1971 і 1984 років
Лише з набуттям незалежності 1984 року мав бути сформований уряд на чолі з прем'єр-міністром. Відповідно до поправок до Конституції 1971 і 1984 років прем'єр-міністром Брунею може бути лише етнічний малаєць, що сповідує іслам. Прем'єр-міністр призначається султаном і підзвітний йому. Прем'єр-міністр також входить до складу Таємної ради султана та є членом Законодавчої ради. 

## Поправки 2004-2006 років
У 2004 році султаном були запропоновані поправки до Конституції, які призвели до закріплення ролі та впливу султана на всі сфери життя країни. За новим варіантом Конституції султан як персонально, так і за посадою є найвищим джерелом влади в країні. Законодавча Рада Брунею втратила виборних членів, усі представники тепер призначаються султаном, а її функція звужена до одного засідання на рік з дорадчим обговоренням бюджету та важливих для громадськості державних справ.
Проте після поправок 2006 року в Конституції записано, що прем'єр-міністром може бути лише султан.